# Nova Veneza (Goiás)
Nova Veneza è un comune del Brasile nello Stato del Goiás, parte della mesoregione del Centro Goiano e della microregione di Anápolis.
La città è stata elevata alla categoria di comune attraverso la legge statale n. 2095 del 14 novembre 1958.  Nova Veneza è conosciuta principalmente per la sua forte ascendenza italiana, così come per il suo festival della cucina tipica italiana, che si tiene a maggio.